# 胀果美登木
胀果美登木（学名：Maytenus inflata）是卫矛科美登木属的植物，为中国的特有植物。分布在中国大陆的云南等地，生长于海拔1,200米的地区，常生于山坡上，目前尚未由人工引种栽培。